# Джонни Аллегро
«Джонни Аллегро» (англ. Johnny Allegro) — фильм нуар режиссёра Теда Тецлаффа, который вышел на экраны в 1949 году.
Фильм рассказывает о бывшем гангстере (Джордж Рафт), которого агенты Министерства финансов США принуждают внедриться в окружение главаря банды преступников (Джордж Макреди), которая по поручению иностранного государства готовится наводнить американскую экономику фальшивыми долларами с целью её дестабилизации в собственных политических интересах.
Критики сдержанно оценили картину, в частности, из-за невыразительной игры Рафта в главной роли, но при этом положительных откликов удостоились актёрские работы Нины Фох и Джорджа Макреди, которые ранее удачно сыграли вместе удачном готическом нуаре «Меня зовут Джулия Росс» (1945).

## Сюжет
Джонни Аллегро (Джордж Рафт) является хозяином небольшой цветочной лавки, которая расположена в одной из дорогих гостиниц Лос-Анджелеса. В тот момент, когда он собирается доставить букет одному из клиентов, в холле гостиницы его громко приветствует привлекательная блондинка (Нина Фох), которая затем шепчет ему на ухо, чтобы он сделал вид, что они хорошо знакомы. Озадаченный Джонни решает ей подыграть, целует её, а затем приглашает в гостиничный бар. Она представляется как Гленда Чапман, после чего рассказывает невероятную историю, что её отец является секретным учёным-ядерщиком, и потому за ней следят иностранные агенты. Хотя Джонни сразу же понимает, что за ней следят американские копы, тем не менее соглашается помочь Гленде выйти из гостиницы, незаметно для дежурящего в холле полицейского детектива. После нескольких дней общения Джонни с Глендой его навещает агент Министерства финансов Шульци (Уилл Гир), напоминая Джонни о его гангстерском прошлом и побеге из тюрьмы «Синг-Синг». Поскольку во время Второй мировой войны Джонни зарекомендовал себя как герой, не раз рисковавший жизнью, Шульци предлагает ему возможность избежать наказания за былые преступления, собрав информацию на Гленду. Тем же вечером во время встречи Гленда сообщает Джонни, что должна срочно уехать, но не может сказать ему, куда она уезжает и почему. Джонни соглашается помочь незаметно вывести её из гостиницы, но когда они спускаются в гараж, расположенный на подвальном этаже, там их поджидает полицейский. Джонни стреляет в него, после вместе с Глендой садится в машину и скрывается. Понимая, что за убийство полицейского Джонни грозит суровое наказание, Гленда соглашается взять его с собой. Она не знает о том, что убийство было постановочным, а Джонни стрелял холостыми патронами.
На частном самолёте Гленда и Джонни перелетают во Флориду, затем пересаживаются на катер, прибывая на неизвестный небольшой остров. На острове Джонни узнаёт, что Гленда замужем за Морганом Валлиным (Джордж Макреди), таинственным персонажем, который живёт в роскоши, любит классическую музыку и считает, что лук со стрелами более эффективен, чем огнестрельное оружие. Несмотря на то, что Джонни помог Гленде бежать, застрелив полицейского, Валлин относится к нему с подозрением и заставляет сдать оружие. Понимая, что если Валлин проверит его пистолет и увидит, что тот заряжен холостыми патронами, он сразу же обо всём догадается, и потому Джонни делает несколько попыток получить пистолет назад, однако ему это не удаётся. Следующим утром во время прогулки по территории Джонни замечает, что на остров прибыло двое людей, которых Валлин представляет как Пелхэма Ветча (Айван Трайсо) и Гроута (Уолтер Роуд). Днём Валлин берёт Гленду и Джонни с собой на материк, якобы с тем, чтобы понаблюдать за скачками. На ипподроме Валлин поручает Джонни отнести в один из кабинетов крупную коробку в упаковочной бумаге. Воспользовавшись этой возможностью, Джонни звонит из кабинета Шульци, назначая ему встречу этим вечером в Госпитале для ветеранов. Сразу после возвращения Джонни Валлин объявляет, что уезжает на деловую встречу, отправляя Джонни с Глендой в ресторан. Во время ужина Джонни имитирует приступ малярии, и его срочно отправляют в госпиталь. Там Джонни тайно встречается с Шульци, который сообщает, что во время войны Япония напечатала массу фальшивых долларов, чтобы наводнить ими западное побережье США с целью породить хаос в экономике. После войны печатные клише были конфискованы, однако в Корее были спрятаны 500 миллионов уже отпечатанных фальшивых долларов, которые теперь через Валлина пытаются внедрить в экономику США. Джонни говорит, что теперь он понял, что в коробке, которую он передал на ипподроме, были фальшивые доллары, которые Валлин отмывает через ипподром. Шульци поручает Джонни выяснить, где Валлин хранит деньги.
Поздно вечером, после возвращения на остров Джонни проникает в кабинет Валлина, чтобы извлечь из его стола свой пистолет, однако в кабинете его поджидает Гленда, которая явно ищет с Джонни близости. В этот момент в кабинет входит Валлин. Выпроводив жену и оставшись с Джонни наедине, Валлин с угрозой в голосе говорит ему, что не умеет проигрывать ни в делах, ни с женщинами. Позднее тем же вечером Джонни проникает на катер, и по радио сообщает Шульци приблизительные координаты их острова, после чего в указанный регион направляется корабль Береговой охраны. Тем временем на открытой веранде между Валлиным и двумя его гостями возникает конфликт, в ходе которого они обвиняют его в том, что он обыскал их вещи, а также внедрил в дело непроверенного Джонни. Кроме того, по их мнению, Валлин интересуется исключительно получением прибыли в то время, как должен вместе с ними работать в интересах их государства. Ветч и Гроут обвиняют Валлина в измене, доставая оружие, а Валлин в свою очередь берёт в руки лук. Джонни подслушивает часть разговора, выясняя, что фальшивые деньги хранятся где-то на острове. Затем, подкравшись сзади поближе, он хватает за руку Ветча, в результате чего тот стреляет мимо, и в этот момент Валлин успевает выпустить стрелу в Гроута, а затем застрелить из лука и убегающего Ветча. Пока Валлин собирает вещи, собираясь сбежать с острова, Джонни снова выходит на связь с Шульци, чтобы тот мог запеленговать передатчик и точно определить координаты острова, также сообщая, что Валлин прячет деньги на острове.
Гленда находит Джонни, говоря ему, что хочет расстаться с Валлиным и начать с Джонни новую жизнь. Когда он заявляет, что без денег Валлина никуда не пойдёт, она сообщает, где на острове находится хранилище денег. Тем временем Валлин обнаруживает, что патроны в пистолете Джонни холостые, после чего быстро направляется к хранилищу, где Джонни уже вступил в драку со следившим за ним подручным Валлина. Вооружившись луком и стрелами, Валлин начинает охоту на Джонни, преследуя его по территории острова. Когда Валлин загоняет Джонни на пирс и собирается убить его последней оставшейся стрелой, Гленда толкает его под руку, и в результате Валлин промахивается. Джонни бежит навстречу Валлину, и между ними начинается драка, в результате которой Джонни сталкивает своего противника со скалы, и тот разбивается насмерть. Джонни сажает Гленду на катер, чтобы она скрылась от властей и избежала наказания, однако Гленда отказывается уезжать без него. Вскоре прибывает корабль Береговой охраны, который забирает их на борт. По пути на континент Шульци хлопает Джонни по плечу, говоря, что они с Глендой проделали хорошую работу.

## В ролях
- Джордж Рафт — Джонни Аллегро
- Нина Фох — Гленда Чапман
- Джордж Макреди — Морган Валлин
- Уилл Гир — Шульци
- Глория Генри — Эдди
- Иван Тризо — Пелхэм Ветч
- Гарри Энтрим — Паджи
- Вильям «Билл» Филипс — Рой

## Оценка фильма критикой

### Общая оценка фильма
После выхода фильма на экраны критика восприняла его достаточно сдержанно, во многом, из-за невысокой оценки игры Джорджа Рафта в главной роли. Как написал в «Нью-Йорк Таймс» кинообозреватель Босли Краузер, «в фильме нет ничего особенного, кроме сцены, где одного из персонажей убивают их лука», это «история невысокого класса… Ничто даже отдалённо не напоминает живую актёрскую игру мистера Рафта, который сегодня стал одним из самых невнятных и коматозных актёров». Назвав картину «типичной мелодрамой Джорджа Рафта», рецензент журнала Variety далее отметил, что «сюжет оживляется на паре поворотов, чтобы приукрасить мелодраму о вставшем на путь исправления бывшем гангстере, который берётся за опасное задание правительства с тем, чтобы продемонстрировать свои добрые намерения». Эдвин Шаллерт из «Лос-Анджелес Таймс» отметил, что «это гладко сделанная и оригинальная мелодрама», но по сути своей всё равно фильм категории В. При этом «Рафт достаточно хорош своим обычным образом, хотя в его игре и нет особенной искры».
Современный историк кино Марк Демиг написал, что этот «приключенческий триллер рассказывает об исправившемся гангстере, который сталкивается с новой и совершенно иной угрозой», когда правительственные агенты поручают ему разоблачить «лощёного фальшивомонетчика, который участвует в подготовке правого государственного переворота путём вливания в американскую экономику огромной партии фальшивых денег». По мнению Брюса Эдера, этот «триллер очень далёк от другого захватывающего фильма нуар режиссёра Теда Тецлаффа „Окно“, который вышел на экраны в том же году». По мнению Эдера, «сюжет не плох, повествуя о послевоенной попытке агентов-провокаторов использовать почти идеальные фальшивые деньги для уничтожения экономики США». Кроме того, фильм затрагивает тему охоты на людей на острове, которая ранее уже поднималась в приключенческой ленте «Самая опасная игра» (1932). Эдер также отмечает, что политический сигнал, который пытается послать фильм, «немного смешон, однако сходные моменты можно встретить в таких фильмах, как „Большой Джим Маклейн“ (1952) и „Мой сын Джон“ (1952), хотя в данном случае двигателем истории становится правый заговор против страны, а не коммунистические заговорщики». Миллер пишет, что «этот стильный фильм нуар рассказывает о гангстере в бегах, которого вербуют, чтобы поймать ещё более крупную рыбу». В основную сюжетную линию картины вплетаются тема утери верности, образ злодея, как будто взятый из фильма «Самая опасная игра» (1932), а также «намёки на Красную угрозу (силы, стоящие за главным преступником — это иностранные агенты, возможно, коммунисты)».

### Оценка актёрской игры
Как пишет Краузер, «Рафт, для резкого характера которого более свойствены образы преступникам, на этот раз помогает правительственным секретным агентам уничтожить гигантскую банду фальшивомонетчиков». Variety отмечает, что Рафт играет в обычной для себя манере, зато «Нина Фох доставляет наслаждение в роли девушки, которая не так уж плоха, и которой нужен Рафт, чтобы встать на верный путь». Рецензент также отмечает Джорджа Макреди в роли «её мужа и негодяя, работающего на иностранные державы, которые хотят затопить страну фальшивыми деньгами и тем самым разрушить национальную экономику».
По словам Миллера, «когда Джордж Рафт пришёл на Columbia для съёмок в этом фильме, он уже приближался к концу того периода, когда он играл главных героев. Рафт всё ещё может быстро сыпать рубленными репликами, что сделало его звездой гангстерских картин, однако похвалы здесь заслуживают его партнёры по фильму». Во-первых, по мнению Миллера, это «Джордж Макреди, который в роли бесполого Моргана Валлина привносит весь тот декаданс и то высокомерие, которые позволили ему незабываемо сыграть с Гленном Фордом и Ритой Хейуорт в „Гильде“ (1946). Чтобы добавить немного дерзости своему персонажу, он предпочитает охотиться на своих врагов с луком и стрелами». Критик также отмечает, что «открытием становится Нина Фох в роли его жены, которая возможно на стороне Рафта, а возможно и нет. Сочетание в ней ледяной блондинки во внешности с гортанной и страстной манерой речи делает её похожей на героинь Альфреда Хичкока».
Брюс Эдер к достоинствам картины относит «своеобразную игру Уилла Гира в ключевой роли второго плана, и приятную работу Нины Фох, сыгравшей лучше, чем обычно, хорошую плохую девушку». Он также выделяет Джорджа Макреди, который «создаёт образ вежливого злодея, в манере речи и выражении холодной сдержанности которого ощущаются пугающие садистские черты». Кроме того, «в контексте времени, когда делался фильм, понятно, что он „не один из нас“, так как зациклен на хорошей еде, элегантном декоре и классической музыке». В отличие от него Рафт говорит, что у него «нет времени слушать музыку», и он использует её только для того, «чтобы прикрыть свою попытку проскользнуть на катер, чтобы связаться по радио с властями».